# Купчинское капище Перуна
«Купчинское капище Перуна» («Всеславянское святилище Перуна») — участок рекреационной зоны во Фрунзенском районе (в Купчино, в честь которого и названо) Санкт-Петербурга.

## История
Было благоустроено в квази-древнеславянском стиле инициативной группой родноверов во главе с Владимиром Голяковым с перспективой последующей организации культового центра.
Просуществовало с 9 мая 1999 года по 27 апреля 2007 года на пересечении улиц Ярослава Гашека и Бухарестской. На капище жрецы проводили неоязыческие обряды и праздники, которые организаторы называли «славянскими».
27 апреля 2007 года капище было разрушено при полном невмешательстве со стороны присутствовавших при этом неоязычников. Впоследствии сам Владимир Голяков и его организация не раз выражали сторонним свидетелям сноса неприязнь в оскорбительной форме.
В 2015 году неоязычник Владимир Голяков несколько раз попытался воздвигнуть новое капище, но был остановлен политиком Виталием Милоновым.
В 2019 году через дорогу открылась станция метро «Дунайская».
С 2003 года в непосредственной близости от капища строился православный храм в честь Серафима Вырицкого. Сначала был установлен деревянный сруб, в котором в 2004 году был совершён поджог (в 2010 году был совершён ещё один). В 2005 году рядом начал строиться каменный храм, строительно-отделочные работы были закончены в 2012 году.
В 2016 году Комитет по инвестициям города выдал разрешение на застройку пустыря, частью которого является холм, спортивным комплексом для региональной общественной организации поддержки футбола «Невский фронт». В 2022 году проект застройки был обновлён. В январе 2025 стало известно, что ведётся подготовка соответствующей документации, спортивный комплекс планируется сдать в 2026 году, а договор с городом действует до 2027 года.
На данный момент сведений о ходатайствах инициативной группы перед властями Фрунзенского района о восстановлении «капища» нет. Благоустройство территории (прокладка и поддержание дорожек, ирригация и пр.) продолжает осуществляться за счёт администрации района; жители района как и прежде используют её в рекреационных целях. В зимнее время прокладывается лыжня, на которой устраиваются спортивные состязания.